# Ossessione (film 1938)
Ossessione (The Gaunt Stranger) è un film del 1938 diretto da Walter Forde.
Il soggetto è tratto da Il mago di Edgar Wallace.